# Pandèmia de COVID-19 a Lituània
L'arribada de la pandèmia per coronavirus de 2019-2020 a Lituània es va detectar el 28 de febrer de 2020 arran d'una prova efectuada sobre una dona de 39 anys que tornava de la ciutat de Verona, al nord d'Itàlia. La primera víctima mortal va ser una dona de 83 que va morir a Ukmergė el 20 de març.
En data del 18 de maig, el país comptava 1.547 casos confirmats, 997 persones guarides i 59 morts.

## Cronologia

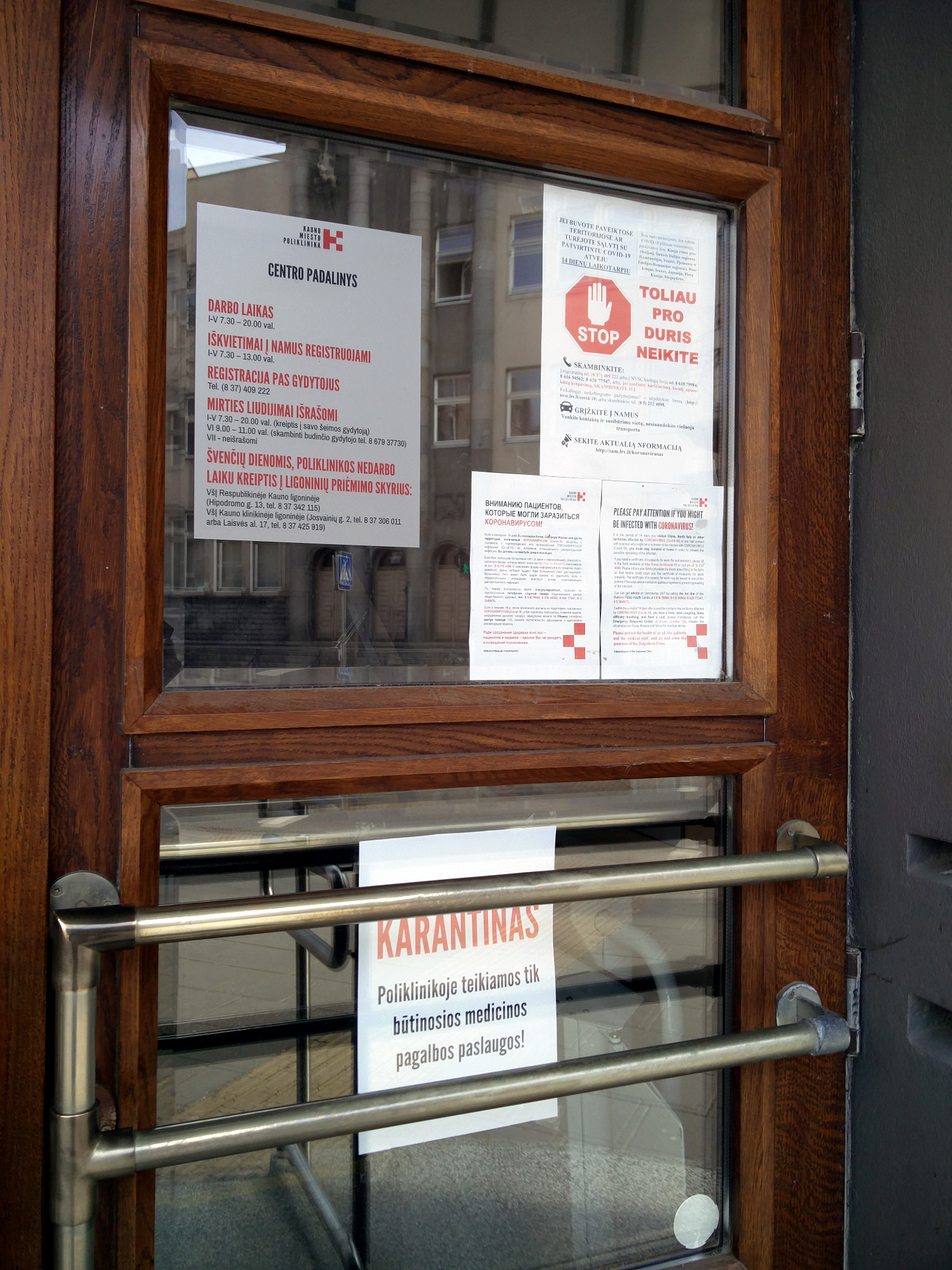
Cartell de quarantena a l'hospital de Kaunas

El govern lituà es va preparar a la propagació de l'epidèmia de Covid-19 a partir del mes de desembre de 2019 amb un exercici a l'aeroport de Vilnius destinat a preparar la contenció del virus. Durant el mes següent, el 25 de gener de 2020, diversos especialistes del Centre Nacional de Salut Pública començaren a parar atenció als viatgers que anaven o venien de la Xina a tots tres aeroports del país. L'endemà es va declarar l'estat d'emergència com a mesura de prevenció per a evitar l'expansió del virus.
El primer cas d'infecció es va confirmar el 28 de febrer a Kaunas amb una dona de 39 anys que tornava d'un viatge de negocis de Verona. Durant el mes següent, el 10 de març, dos nous casos, una parella que havia anat a esquiar a Cortina d'Ampezzo uns quants dies abans, aparegueren a Kaunas.
El 12 de març el govern lituà va demanar l'anul·lació de tots els esdeveniments públics interiors de més de 100 persones.

## Dades estadístiques
Evolució del nombre de persones infectades amb COVID-19 a Lituània
Evolució del nombre de morts del COVID-19 a Lituània